# Ordre du mérite militaire hongrois
Pour les articles homonymes, voir Ordre du Mérite militaire.
L'Ordre du mérite militaire hongrois (Magyar Katonai Érdemrend en hongrois) ou encore Ordre militaire de la couronne de Hongrie, est un ordre honorifique pensé et décidé à l'automne 1848 et finalement créé le 2 mars 1849 par le Comité de la Défense Nationale (Országos Honvédelmi Bizottmány) hongrois lors de la Révolution hongroise de 1848.
Tout militaire, du général au soldat, pouvait en être distingué.

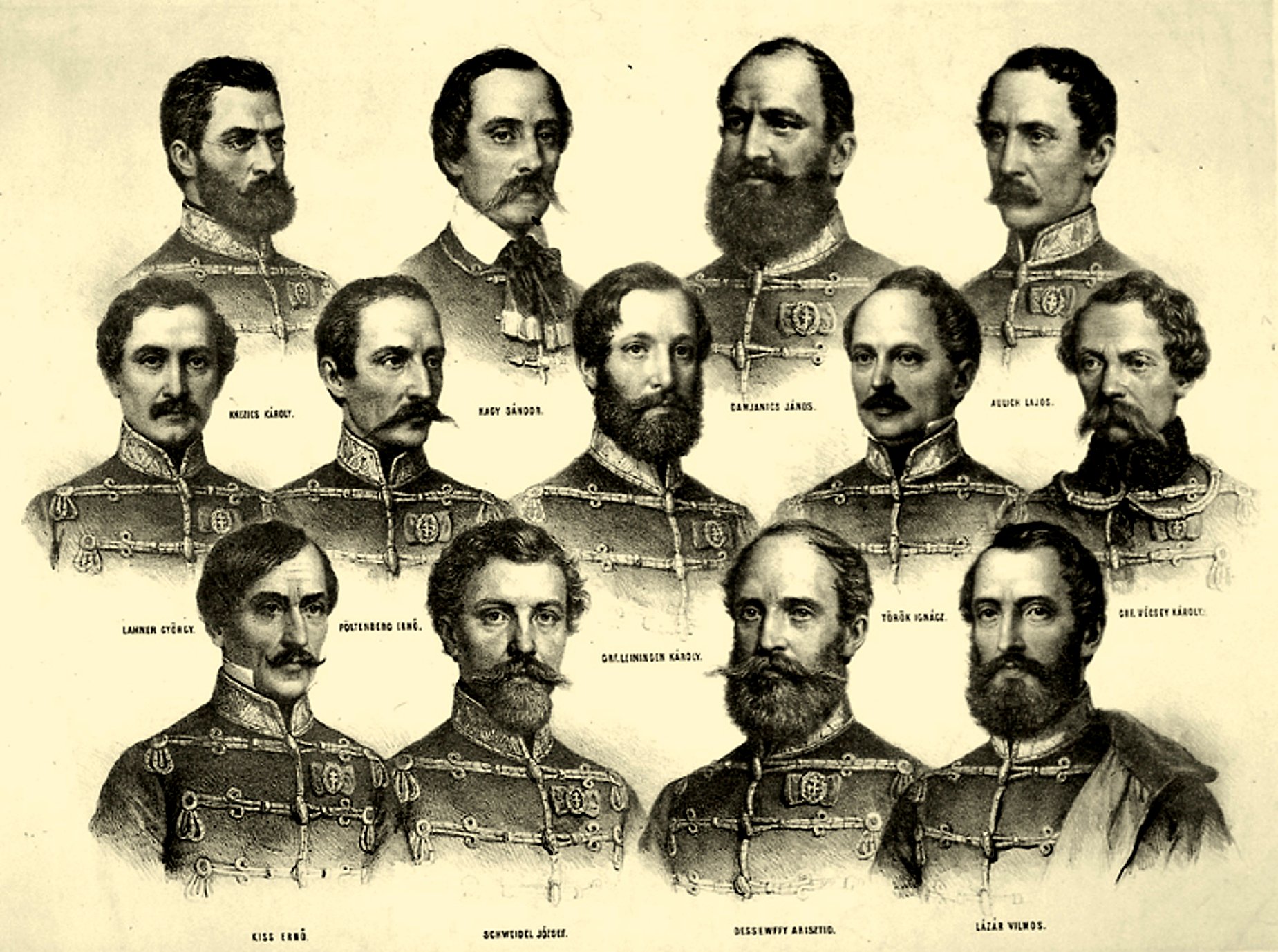
Les décorations 2e classe sont visibles sur cette lithographie de Miklós Barabás des 13 martyrs d'Arad.

## Récipiendaires

### Ordre de Première Classe
Une étoile d'argent à huit branches avec une couronne de lauriers d'argent centrée d'une croix de Lorraine d'or.

Un seul ordre de première classe fut attribué : au général Józef Bem. Le général Artúr Görgey fut nommé mais le refusa.

### Ordre de Seconde Classe
Un ruban rouge avec au milieu une couronne de lauriers d'argent centrée d'une croix de Lorraine d'or.

A été attribué à 19 généraux et 22 autres officiers (colonels, lieutenant-colonels et commandants), dont:
- général Artúr Görgey
- général György Klapka
- général Józef Wysocki (2e et 3e classe)
- général Jerzy Bułharyn
- colonel comte Władysław Poniński
- La plupart des 13 martyrs d'Arad

### Ordre de Troisième Classe
Un ruban rouge avec au milieu une couronne de lauriers d'argent.

A été attribué à 1 118 soldats: 11 généraux, 702 officiers (dont 204 officiers supérieurs et 508 officiers subalternes) et 395 autres militaires du rang ou sous-officiers.
- général János Czetz (en)
- général Mór Kosztolányi (hu)
- général Józef Wysocki
- colonel baron János Bánffy (hu)
- colonel comte puis général italien Gergely Bethlen (hu)
- colonel István Mesterházy (hu)
- colonel Dániel Ihász (hu)
- colonel Lajos Asbóth (hu)
- colonel Bódog Bátori-Schulcz (hu)
- colonel Lajos Kazinczy (hu), fils du poète et écrivain Ferenc Kazinczy.
- capitaine Konrád Gyula Burchard-Bélaváry et son frère Gusztáv, officier d'ordonnance du général Wysocki
- capitaine Domokos Zeyk (hu)
- Ignacy Czernik
- comte Jan Aleksander Fredro

## Sources, liens
- Közlöny 1849: (1849.) „Katonai Érdemrend”. Közlöny (1849. március 2.)
- Besnyő 1979: szerk.: Dr Besnyő Károly: A Magyar Népköztársaság kitüntetései, Közgazdasági és Jogi Könyvkiadó.  (ISBN 963 220 641 X) (1979)
- A MAGYAR SZABADSÁGHARC RENDJELEI